# Mu'omu'a
Mu'omu'a  es un distrito de la división administrativa de Ha'apai, en Tonga. Su capital es Nomuka. Tiene una población de 344 habitantes en 2021. 